# Học viện Tư pháp (Việt Nam)
Học viện Tư pháp Việt Nam là cơ sở đào tạo và nghiên cứu khoa học cấp đại học tại Việt Nam, chuyên ngành đào tạo, bồi dưỡng các chức danh tư pháp tại Việt Nam.

## Thành lập
Học viện Tư pháp Việt Nam được thành lập theo Quyết định số 23/2004/QĐ-TTg ngày 25 tháng 2 năm 2004 của Thủ tướng Chính phủ, trực thuộc Bộ Tư pháp. Học viện Tư pháp là đơn vị sự nghiệp có thu, có tư cách pháp nhân, có con dấu hình quốc huy, có tài khoản riêng, có trụ sở tại Hà Nội và cơ sở tại thành phố Hồ Chí Minh.
Ngày 30 tháng 9 năm 2022, Thủ tướng Chính phủ ban hành Quyết định 1155/QĐ-TTg về việc phê duyệt Đề án "Tiếp tục xây dựng Học viện Tư pháp thành trung tâm lớn đào tạo các chức danh tư pháp".

## Chức năng
- Đào tạo nghiệp vụ thẩm phán, kiểm sát viên, luật sư, chấp hành viên, công chứng viên và các chức danh tư pháp khác;
- Bồi dưỡng nâng cao trình độ chuyên môn, nghiệp vụ cho Chấp hành viên, Công chứng viên, Luật sư và cán bộ có chức danh tư pháp thuộc thẩm quyền quản lý của Bộ Tư pháp; bồi dưỡng kiến thức pháp luật cho các đối tượng có nhu cầu; bồi dưỡng khác theo quy định của pháp luật có liên quan;
- Nghiên cứu khoa học phục vụ công tác đào tạo, bồi dưỡng cán bộ có chức danh Tư pháp;
- Hợp tác với các tổ chức, cá nhân trong nước và nước ngoài trong việc đào tạo, bồi dưỡng và nghiên cứu khoa học.

## Các khoa đào tạo
1. Khoa Đào tạo chung nguồn Thẩm phán, Kiểm sát viên, Luật sư;
2. Khoa Đào tạo Luật sư;
3. Khoa Đào tạo Các chức danh thi hành án dân sự;
4. Khoa Đào tạo Công chứng viên và các chức danh khác;